# Vodní mlýn v Lázních Toušeni
Vodní mlýn v Lázních Toušeni je mlýn v ulici Mlýnská, který stojí na řece Labe. Je chráněn jako nemovitá kulturní památka České republiky.

## Historie
Původně gotický vodní mlýn je doložen k roku 1370. Po roce 1547 byl v majetku rodiny Roudnických z Mydlovaru: Cypriána Roudnického, který užíval vastní pečeť, jeho dcery Kateřiny s manželem Viktorinem Škopkem z Elentperku a jejich potomků. Ještě před rokem 1580 byla k mlýnu přistavěna přístavba v renesančním slohu.

## Popis
Mlýn je tvořen domy čp. 30 a čp. 31 a hospodářskými stavbami. Budovy jsou kamenné, patrové, v jádru renesanční s dochovanými pozdně gotickými detaily.
Drobnější hospodářské stavení stojící východně od čp. 31 má pultovou střechu, severně stojící stavení má na své jižní straně dřevěný přístavek.
V interiéru se zachovala černá kuchyně a další architektonické prvky a detaily. Na fasádě jsou zbytky sgrafitové výzdoby a ve zdech otvory po dělových koulích, které byly zazděny jako ozdoby. Vodní kolo a další technologie se nedochovaly.